# Gainesville (Georgia)
Gainesville ist eine Stadt und zudem der County Seat des Hall County im US-Bundesstaat Georgia mit 42.296 Einwohnern (Stand: Volkszählung 2020). Die Stadt ist der Mittelpunkt der gleichnamigen Metropolitan Statistical Area.

## Geographie
Gainesville liegt etwa 70 km nordöstlich von Atlanta am Rande der Blue Ridge Mountains. Die Stadt grenzt im Nordwesten an den Lake Lanier, der vom Chattahoochee River durchflossen wird.

## Geschichte
Die zuvor als Mule Camp Springs bezeichnete Siedlung wurde am 21. April  1821 in Gainesville umbenannt. Der Name geht auf Edmund P. Gaines zurück, einem Kriegshelden des Britisch-Amerikanischen Krieges von 1812. Am 30. November 1821 wurde Gainesville zur Stadt ernannt.
Einen ersten Wachstumsschub erfuhr durch die Stadt durch einen Goldrausch, der vom nahegelegenen Lumpkin County ausging. 1851 zerstörte ein Stadtbrand große Teile von Gainesville. Am 28. Mai 1871 wurde die Stadt an das Eisenbahnnetz angeschlossen, was einen weiteren enormen Entwicklungsschub bedeutete. Zwischen 1870 und 1900 wuchs die Einwohnerzahl von 1000 auf 5000. Am 19. Dezember 1902 wurde Gainesville zur ersten Stadt südlich von Baltimore, die elektrische Straßenlaternen erhielt. Durch ein Sturmtief starben am 1. Januar 1903 106 Menschen, etwa 300 wurden verletzt. Der Sachschaden belief sich auf rund 750.000 US-Dollar. Am 6. April 1936 starben durch einen Tornado über 200 Menschen.
1943 übernahm die United States Navy von der Stadt Gainesville eine Fläche zur Errichtung eines Militärflugplatzes. Der Flugplatz wurde 1947 der Stadt zur zivilen Nutzung zurückgegeben und 1971 in Lee Gilmer Memorial Airport benannt.
In der Nachkriegszeit entwickelte sich die Geflügelproduktion zu einem wichtigen Wirtschaftsfaktor Gainesvilles. Heute wird die Stadt daher auch Poultry Capital of the World genannt. Sechs der zehn wichtigsten Unternehmen sind heute Teil der Geflügelwirtschaft. 1961 beschloss die Stadtregierung ein Gesetz, das das Essen von Hähnchen mit einer Gabel verbot.
Während den Olympischen Spielen 1996 war Gainesville der Standort der Ruder- und Kajak-Disziplinen. Im Januar 2001 wurde mit dem Red Rabbit Public Transportation System ein Stadtbusverkehr eingeführt.

## Demographische Daten
Laut der Volkszählung von 2010 verteilten sich die damaligen 33.804 Einwohner auf 11.273 bewohnte Haushalte, was einen Schnitt von 2,85 Personen pro Haushalt ergibt. Insgesamt bestehen 12.967 Haushalte.
63,6 % der Haushalte waren Familienhaushalte (bestehend aus verheirateten Paaren mit oder ohne Nachkommen bzw. einem Elternteil mit Nachkomme) mit einer durchschnittlichen Größe von 3,55 Personen. In 40,1 % aller Haushalte lebten Kinder unter 18 Jahren sowie in 22,0 % aller Haushalte Personen mit mindestens 65 Jahren.
34,0 % der Bevölkerung waren jünger als 20 Jahre, 32,8 % waren 20 bis 39 Jahre alt, 18,8 % waren 40 bis 59 Jahre alt und 14,5 % waren mindestens 60 Jahre alt. Das mittlere Alter betrug 29 Jahre. 47,8 % der Bevölkerung waren männlich und 52,2 % weiblich.
54,2 % der Bevölkerung bezeichneten sich als Weiße, 15,2 % als Afroamerikaner, 0,6 % als Indianer und 3,2 % als Asian Americans. 23,6 % gaben die Angehörigkeit zu einer anderen Ethnie und 3,2 % zu mehreren Ethnien an. 41,6 % der Bevölkerung bestand aus Hispanics oder Latinos.
Das durchschnittliche Jahreseinkommen pro Haushalt lag bei 40.321 USD, dabei lebten 29,4 % der Bevölkerung unter der Armutsgrenze.

## Städtepartnerschaften
- Eger (Ungarn)
- Izunokuni (Japan)

## Kultur und Sehenswürdigkeiten

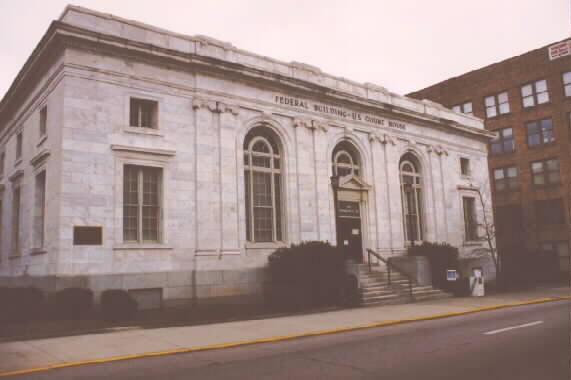
Federal Building

Folgende Objekte sind im National Register of Historic Places gelistet:
| - Bailey-Harper House-Doctors Building - Brenau College District - Candler Street School - Chicopee Mill and Village Historic District - Dixie Hunt Hotel - Federal Building and Courthouse - Gainesville Commercial Historic District - Green Street District | - Green Street-Brenau Historic District - Hall County Courthouse - Hall County Jail - Jackson Building - Logan Building - Rucker, Beulah, House-School - Tanner’s Mill |

### Musik
Die Gospel-Band Karen Peck and New River stammt aus Gainesville.

### Sport
Während den Olympischen Spielen 1996 war Gainesville der Standort der Ruder- und Kajak-Disziplinen auf dem Lake Lanier. 2003 wurden auf dem See auch die Kanurennsport-Weltmeisterschaften ausgetragen. 2008 war die Stadt ein Zielort der Tour de Georgia.

## Wirtschaft und Infrastruktur

### Wirtschaft
Die größten Arbeitgeber im Ort waren 2018:

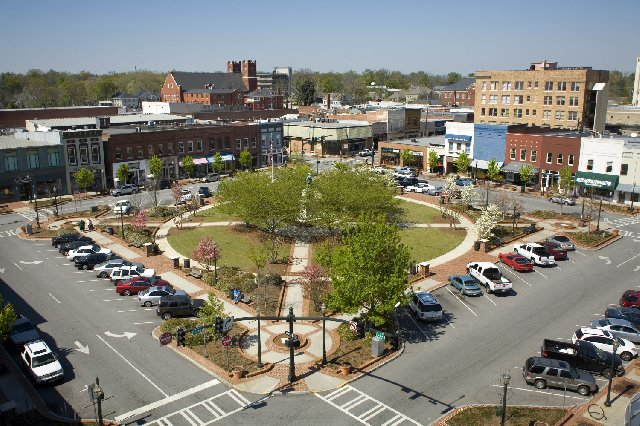
Innenstadt

| Arbeitgeber                                 | Arbeitnehmer | Branche      |
| ------------------------------------------- | ------------ | ------------ |
| Northeast Georgia Medical Center            | 8.331        | Krankenhaus  |
| Fieldale Farms                              | 2.550        | Lebensmittel |
| Victory Processing                          | 1.730        | Lebensmittel |
| Kubota Manufacturing of America Corporation | 1.695        | Maschinenbau |
| Pilgrims Pride                              | 1.380        | Lebensmittel |
| Gold Creek Foods                            | 1.300        | Lebensmittel |
| Mar-Jac                                     | 1.280        | Lebensmittel |
| ZF Friedrichshafen                          | 1.045        | Maschinenbau |
| Cottrell                                    | 1.040        | Maschinenbau |
| Wal-Mart                                    | 970          | Einzelhandel |

### Verkehr
Gainesville wird von der Interstate 985, von den U.S. Highways 23 und 129 sowie von den Georgia State Routes 11, 13, 53, 60, 284 und 369 durchquert.
Der Bahnhof Gainesville ist eine Station des Amtrak-Zuges Crescent auf der Linie von New Orleans nach New York City. Der lokale Flugplatz Lee Gilmer Memorial Airport befindet sich direkt südlich des Stadtzentrums. Der nächste internationale Flughafen ist der Flughafen Atlanta (rund 90 km südwestlich).

### Bildung
Das 1964 gegründete Gainesville State College ging 2013 in der neu gegründeten University of North Georgia auf.

## Kriminalität
Die Kriminalitätsrate lag im Jahr 2010 mit 324 Punkten (US-Durchschnitt: 266 Punkte) im durchschnittlichen Bereich. Es gab einen Mord, 17 Vergewaltigungen, 39 Raubüberfälle, 62 Körperverletzungen, 278 Einbrüche, 1283 Diebstähle, 62 Autodiebstähle und drei Brandstiftungen.

## Söhne und Töchter der Stadt
- Bert Lance (1931–2013), Bankmanager und Politiker
- Doug Collins (* 1966), Politiker
- Sung Kang (* 1972), Schauspieler
- Tiffany Dupont (* 1981), Schauspielerin
- Sharaud Curry (* 1987), Basketballspieler
- Deshaun Watson (* 1995), American-Football-Spieler